# Flamingo (album de Brandon Flowers)
Pour les articles homonymes, voir Flamingo.
Flamingo est le premier album studio solo de l'artiste américain Brandon Flowers, chanteur et compositeur du groupe américain The Killers. Le 24 juin, il publie sur son site officiel la date de sortie prévue pour l'album, le 6 septembre 2010 au Royaume-Uni et le 14 septembre 2010 en Amérique du Nord.

## Historique
C'est en décembre 2009 que les premières rumeurs sur un possible projet solo de Flowers se font entendre, information que pourtant, initialement, le label du groupe et le groupe lui-même démentent.
Puis, début 2010, le groupe annonce vouloir faire une pause, après avoir terminé leurs tournées en Australie et en Asie, en raison de six ans d'enregistrements et de tournées à la chaîne.
Puis le 29 avril, après un compte à rebours sur le site web du groupe, Brandon Flowers confirme qu'il veut enregistrer un album solo intitulé Flamingo, d'après le Flamingo Casino de Las Vegas, sa ville d'origine.
C'est dans une interview donnée au magazine NME le 13 mai qu'il indique quelques détails supplémentaires concernant l'album : celui-ci a été produit par Stuart Price (Madonna), Daniel Lanois (Bob Dylan) et Brendan O'Brien (Bruce Springsteen). Il ajoute que Jenny Lewis, chanteuse de Rilo Kiley, a collaboré avec lui sur la chanson Hard Enough.
Le 12 juin, à la suite d'une fuite, un premier extrait de l'album, Crossfire est disponible sur Internet. Deux jours plus tard, Zane Lowe de la BBC la diffuse pour la première fois dans son émission. Flowers, dans l'interview accompagnant la diffusion, rassurera ses fans en précisant bien que cet album solo ne signifiait en aucun cas la fin des Killers. Il affirme que Ronnie Vannucci Jr., le batteur du groupe, a contribué à quelques pistes de l'album,.
Le 21 juin, Crossfire est disponible via l'iTunes Store américain et canadien et en Angleterre le 23 août.

### Tournée accompagnant l'album
Le 19 juillet, il est annoncé sur le site officiel du chanteur que cinq concerts vont être donnés pour entamer la tournée de l'album. Ces concerts se déroulent entre le 15 et le 26 août 2010, tous dans de grandes villes américaines (Las Vegas, Los Angeles, San Francisco, New York et Chicago). Flowers a également rajouté un concert à Toronto, au Canada, où il s'est produit le 25 août.
Puis il se produit en Europe, en donnant un ou deux concerts dans quelques pays. Pour la France, il n'en donne qu'un seul, le 29 septembre 2010, au Cabaret Sauvage à Paris.

## Caractéristiques musicales
Peu d'informations sont disponibles sur le sens musical que prendra cet album. Toutefois, Flowers aurait déclaré que « Flamingo n'est en rien une révolution comparativement à la musique de The Killers ».

## Liste des pistes
Le 23 juillet 2010, le chanteur organise, par l'intermédiaire de son site internet, une sorte de « chasse au trésor », la récompense étant la liste des titres du futur album. Pour cela, il invite ses fans à aller soutenir sa page Facebook.
La liste finale des pistes de l'album fut découverte quelques jours plus tard.

### Edition standard
| No  | Titre                           | Durée |
| --- | ------------------------------- | ----- |
| 1.  | Welcome to Fabulous Las Vegas   | 4:48  |
| 2.  | Only the Young                  | 4:18  |
| 3.  | Hard Enough (feat. Jenny Lewis) | 4:05  |
| 4.  | Jilted Lovers & Broken Hearts   | 4:40  |
| 5.  | Playing with Fire               | 5:48  |
| 6.  | Was It Something I Said?        | 3:19  |
| 7.  | Magdalena                       | 3:19  |
| 8.  | Crossfire                       | 4:16  |
| 9.  | On the Floor                    | 3:23  |
| 10. | Swallow It                      | 2:55  |

### Edition Deluxe
Le 24 août, l'édition collector de l'album est disponible sur l'iTunes Store en préachat. Elle contient des titres bonus, le morceau Swallow It disponible immédiatement, en avant-première ; elle contient aussi le clip vidéo de Crossfire, et sa face B.
| No  | Titre                                     | Durée |
| --- | ----------------------------------------- | ----- |
| 11. | The Clock was Tickin'                     | 4:49  |
| 12. | Jacksonville                              | 4:01  |
| 13. | I Came Here to Get Over You               | 2:21  |
| 14. | Right Behind You                          | 3:53  |
| 15. | Crossfire (clip vidéo)                    | 4:19  |
| 16. | On the Floor 2.0 (en préachat uniquement) | 3:13  |

## Singles
| Titre     | Date de sortie | Charts américains | Vidéo ? |
| --------- | -------------- | ----------------- | ------- |
| Crossfire | 21 juin 2010   | 11                | Oui     |